# Kevinho
Kevin Kawan de Azevedo, plus connu sous son nom de Kevinho ou MC Kevinho (né le 15 septembre 1998 à Campinas), est un chanteur et compositeur de funk ostentação.

## Biographie

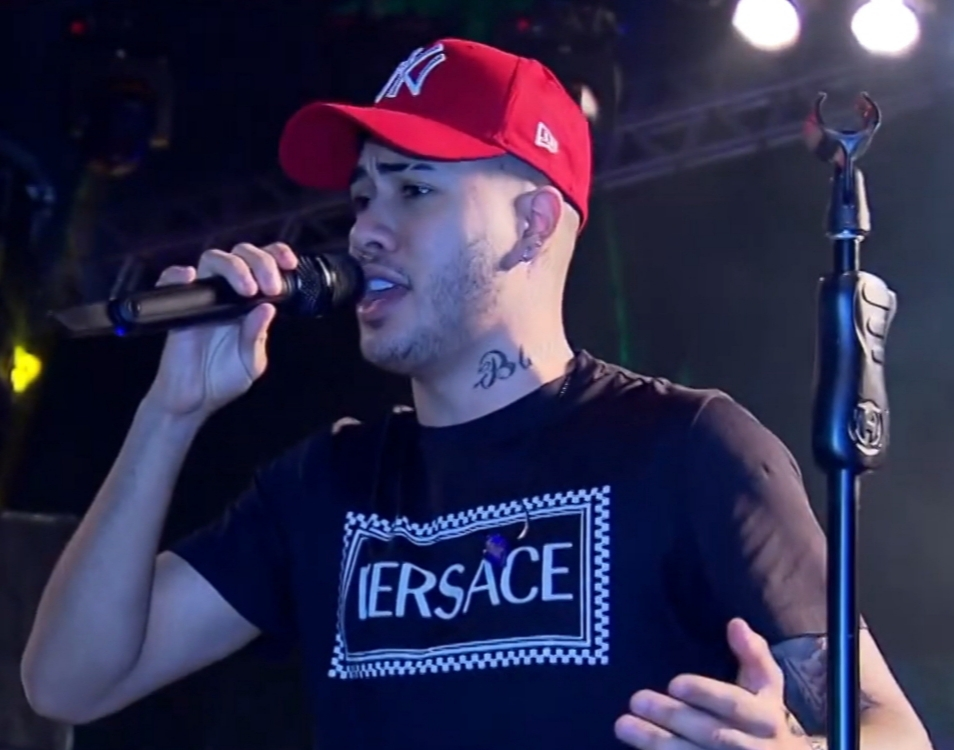
Kevinho sur scène en 2019.

Kevinho commence sa carrière en 2012, faisant la promotion de ses morceaux sur Internet, après s'être illustré avec le morceau Tá Bombando É. Au début, Kevinho est membre de KL Produção, et apparait en tant que participant invité dans plusieurs clips publiés par d'autres artistes de la société de production. En 2016, il devient membre du label discographique KondZilla Records et en mai de la même année, il sort son premier single à succès, Elas Gostom, avec MC Davi. En septembre, il sort le single Tumbalutum, un morceau qui incite l'artiste à participer à plusieurs programmes télévisés.
En décembre 2016, Olha a Explosão sort ; ce clip devient son principal succès, étant parmi les plus jouées du pays et du carnaval en 2017, faisant du chanteur une renommée nationale,. La chanson est également entrée dans les classements latino-américains, permettant de sortir une remix avec les rappeurs américains French Montana, 2 Chainz et le chanteur vénézuélien, Nacho,. Une autre reprise en forró avec la participation du chanteur brésilien Wesley Safadão sort. La vidéo originale comptabilise plus d'un milliard de vues sur YouTube.
En mars 2017, il sort le single O Grave Crash,. En juin, le single Tô Apaixonado Nessa Mina sort. En juillet, il sort le single Encaixa en partenariat avec le chanteur Leo Santana. En novembre, il sort le single Deixa Ela Beijar avec la participation du duo de sertanejo Matheus e Kauan. En décembre, le single Rabiola sort. En janvier 2018, il sort le single Ta Tum Tum en partenariat avec le duo country Simone e Simaria,. En mai 2018, il sort le single Papum, tube de la Coupe du monde. En septembre, le single O Bebê sort avec la participation de MC Kekel,. En décembre 2017, il signe un contrat avec Warner Music Brasil et sort le single Agora É Tudo Meu en partenariat avec Dennis DJ,. En mars 2018, il sort le single Facilita. En avril 2018, le single Salvou Meu Dia sort en partenariat avec le chanteur Gusttavo Lima, suivi en juin par le single Uma Nora Pra Cada Dia. Avoir ces trois derniers morceaux publiés dans le Top 200 de Spotify, il sort, en août 2018, il sort le single Credo que Delícia.

## Vie personnelle
Il est le fils de Sueli Azevedo et Areovaldo Azevedo. Fin décembre 2017, il commence à fréquenter l'actrice et blogueuse Flavia Pavanelli. La relation prend fin en juillet 2018, mais ils se remettent ensemble après un mois d'écart,. Le couple se sépare à nouveau fin octobre 2018. En janvier 2020, il noue une relation avec le mannequin Gabriela Versiani.

## Discographie

### EP
- 2016 : MC Kevinho
- 2017 : MC Kevinho
- 2021 : O MLK dos hits

### Singles notables
- 2014 : Vem menina
- 2014 : Que mina linda (avec MC Yuri BH)
- 2014 : Quando ela me viu no baile
- 2014 : Olha eu sou treinado
- 2014 : Ela veio se abrindo
- 2014 : Chama as amigas
- 2014 : Garota tentação
- 2015 : Trava
- 2015 : Vai sentar
- 2015 : Ficou contente
- 2015 : Joga a bunda
- 2015 : Psicologa
- 2016 : Tumbalatum
- 2016 : MC Kevinho
- 2016 : Elas gostam (avec MC Davi)
- 2016 : Olha a explosão
- 2016 : Jogando o bumbum (avec MC Davi)
- 2017 : Turutum
- 2017 : O grave bater
- 2017 : Tô apaixonado nessa mina
- 2017 : Encaixa (avec Leo Santana)
- 2017 : Vem novinha (avec DJ Marlboro)
- 2017 : Deixa ela beijar (avec Matheus e Kauan)
- 2017 : Rabiola
- 2018 : Ta tum tum (avec Simone e Simaria)
- 2018 : Pega a receita (avec MC Dede)
- 2018 : Papum
- 2018 : Amsterdã (avec Junior Lord)
- 2018 : O bebê (avec MC Kekel)
- 2018 : Agora é tudo meu (avec Dennis)
- 2019 : Terremoto (avec Anitta)
- 2019 : É rave que fala né (avec MC Hollywood)
- 2019 : Facilita
- 2019 : Salvou meu dia (avec Gusttavo Lima)
- 2019 : Uma nora pra cada dia
- 2019 : Credo que delícia
- 2019 : Reboladinha (avec MC Lukkas)
- 2019 : Entrou pra turma (avec MC Matheuzinho)
- 2019 : Paredão (avec Dadá Boladão e MC Jottapê)
- 2020 : Corpo sensual(avec Tyga)
- 2020 : Te gusta
- 2020 : Avançada
- 2020 : Só você (avec Léo Santana et MC Rogerinho)
- 2020 : Se ferrou (avec Dennis DJ)
- 2020 : Desce com pressão (avec Tainá Costa e i Mad Dogz)
- 2020 : Bruninha
- 2021 : Gosto do problema (Tchururu) (avec MC Matheuzinho e MC Jottapê)
- 2021 : Senta com amor (avec Zé Felipe)
- 2021 : Não me tira da sua boca (avec MC Matheuzinho e Raí Saia Rodada)
- 2021 : Taradinha (avec Lexa e Hitmaker)
- 2021 : Senta pra carai (avec DJ Guuga)
- 2021 : Errada ela não tá (avec MC Jottapê e Aron)
- 2021 : Não se envolve (avec Daniel Caon)